# Цівета гімалайська
Paguma larvata (цивета гімалайська) — ссавець родини Віверових (Viverridae). Мешкає у вічнозелених і листяних (в тому числі порушених) лісах, а також у сільськогосподарських районах південно-східної Азії на висотах до 2500 м над рівнем моря.

## Морфологія
Морфометрія. Довжина голови й тіла: 508–762 мм, довжина хвоста: 508–636 мм, вага: 3.6–5.0 кг.
Опис. На лицьовій області є, як правило, маска, яка складається із серединної білою смугою від верхньої частини голови до носа, білої мітки нижче кожного ока і білого знаку над кожним оком, що поширюється до основи вуха і нижче. Загальний колір сірий, сірий з відтінком буро-жовтого, помаранчевий або жовтувато-червоний. Немає смуг або плям на тілі і на хвості. Дистальна частина хвоста може бути темнішою, ніж базальна, лапи чорнуваті. Цей рід відрізняється зовні від Paradoxurus і Arctogalidia відсутністю смуг і плям. Самиці мають дві пари молочних залоз.

## Поведінка, життєвий цикл
Веде нічний, солітарний, напівдеревний спосіб життя. Всеїдний, але більше всього споживає фрукти. Може народжувати двічі на рік, рано навесні й пізно восени, до 4 дитинчат за раз. Очі дитинчат відкриваються на 9 день, розмірів дорослих вони досягають у тримісячному віці. Ростить потомство у порожнинах дерев, принаймні в Непалі. Один Paguma larvata жив у лондонському зоопарку понад 20 років. У Тенасерімі (М'янма) Paguma larvata використовують як чудового щуролова. Рід був введений на Хонсю і Сікоку, Японія.

## Генетика
Каріотип характеризується диплоїдним числом, 2n=44.

## Загрози та охорона
Загрозою є втрата і деградація середовища проживання, бо щільність населення Paguma larvata на вирубках лісу була значно нижчою, ніж у незайманих лісах. Тяжкий гострий респіраторний синдром є серйозною проблемою для даного виду. На нього полюють у В'єтнамі для місцевого споживання, а також у Лаосі, для місцевого споживання і торгівлі у В'єтнамі. Зустрічається в охоронних територіях по всьому ареалу.